# Mamaia
Mamaia je část města Constanța, v župě Constanța (župa) v Rumunsku na pobřeží Černého moře.
Mamaia, která je považována za nejoblíbenější rumunské letovisko, se nachází bezprostředně severovýchodně od centra města Constanța. Nemá téměř žádné stálé obyvatele, obydlená je většinou v létě. Mamaia leží na pásu země o délce 8 km a šířce pouhých 300 m mezi Černým mořem a jezerem Siutghiol. Plážová sezóna je nejlepší od poloviny června do začátku září, kdy se průměrné denní teploty pohybují mezi 25 a 30 °C Voda zůstává teplá až do poloviny podzimu.
V roce 2004 byl uveden do provozu systém vyhlídkové gondolové lanovky o délce 2 km, který propojuje Mamaiu s Constanțou. Ve dnech 27.–28. května 2004 se v Mamaii konalo 11. setkání hlav států střední Evropy.
Hotely se pohybují od středních až po exkluzivní; jsou zde čtyřhvězdičkové a pětihvězdičkové hotely a soukromé kluby. Na severu jsou také kempy.